# Sureau du Canada
Sambucus canadensis
Espèce
Classification APG III (2009)
Répartition géographique
Le sureau du Canada ou sureau blanc (Sambucus canadensis) est un petit arbuste à feuilles caduques, très rustique (-30 °C) originaire d'Amérique du Nord (Canada, États-Unis, Mexique).

## Description
L'arbuste de la famille des Caprifoliacées (comme le chèvrefeuille) mesure de 2 à 3 mètres de hauteur et de 2 à 3 mètres de largeur et produit de nombreux drageons. Il produit de petites fleurs blanches réunies en inflorescences aplaties. Le fruit, une baie violet foncé à noire de 3 à 5 mm de diamètre disposé en grappes retombantes, est apprécié des oiseaux.

Cette espèce américaine est proche de l'espèce européenne Sambucus nigra, et est appelée parfois Sambucus nigra subsp. canadensis.

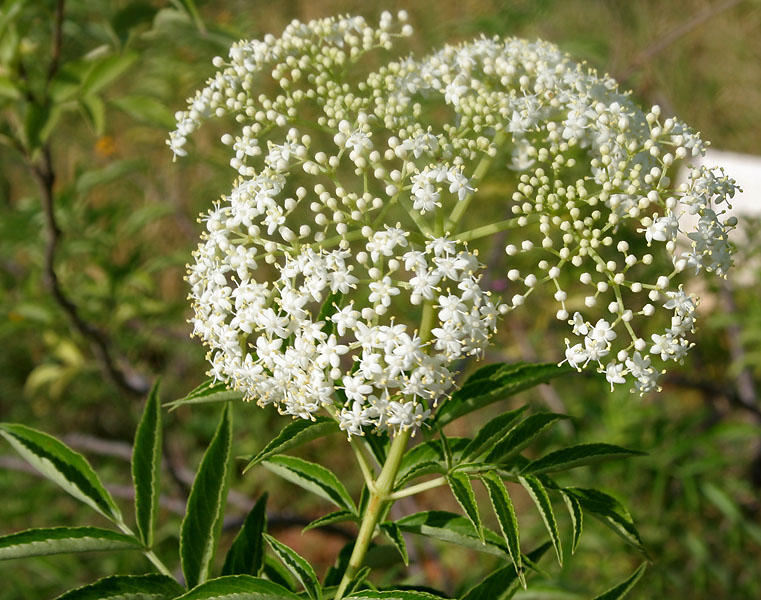
Fleurs.
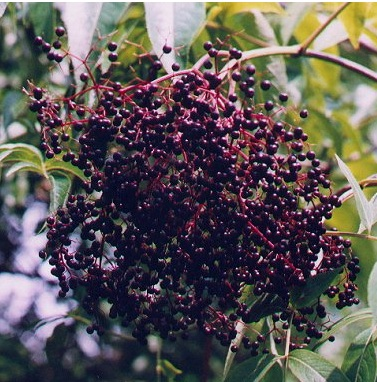
Fruits.
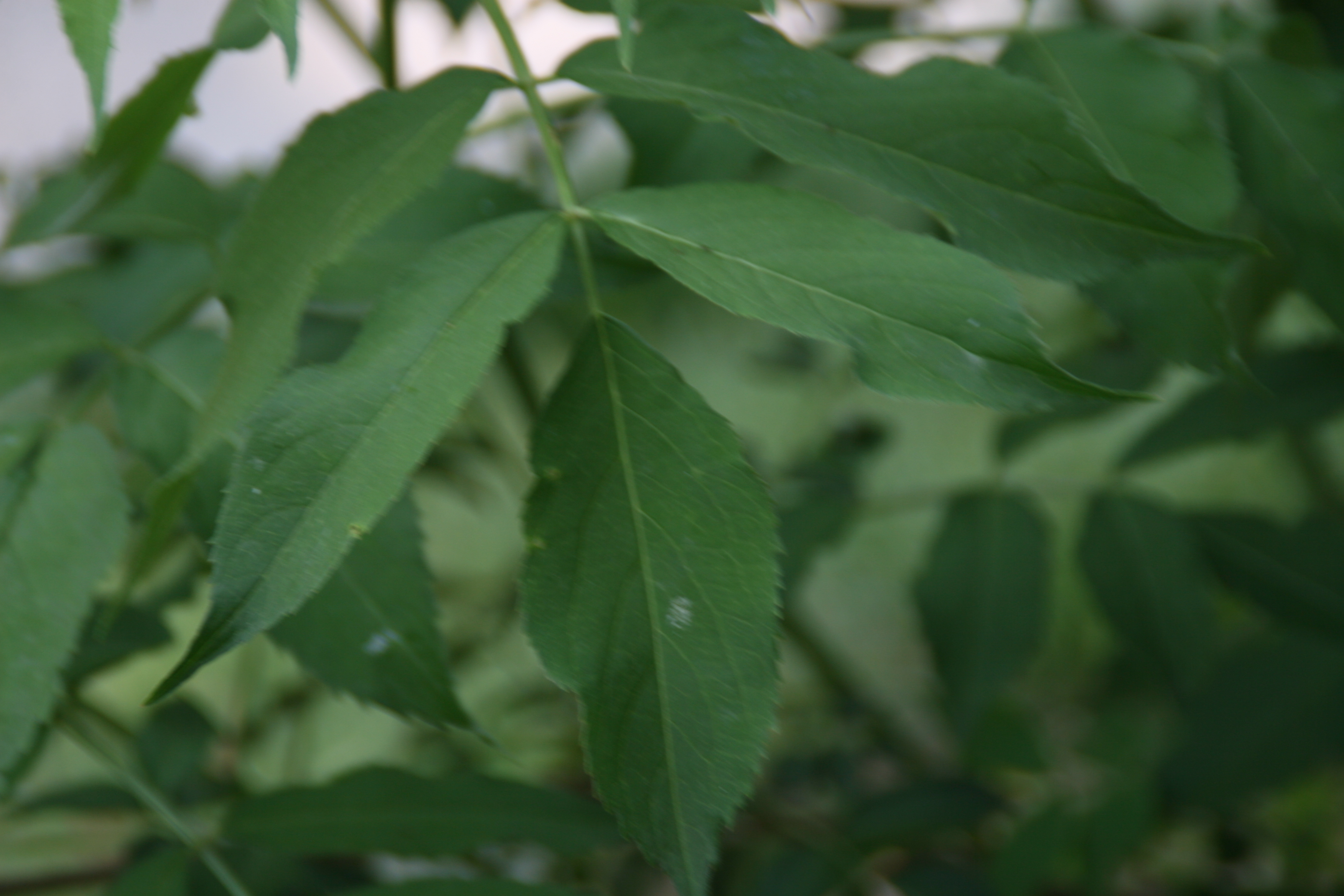
Feuilles.
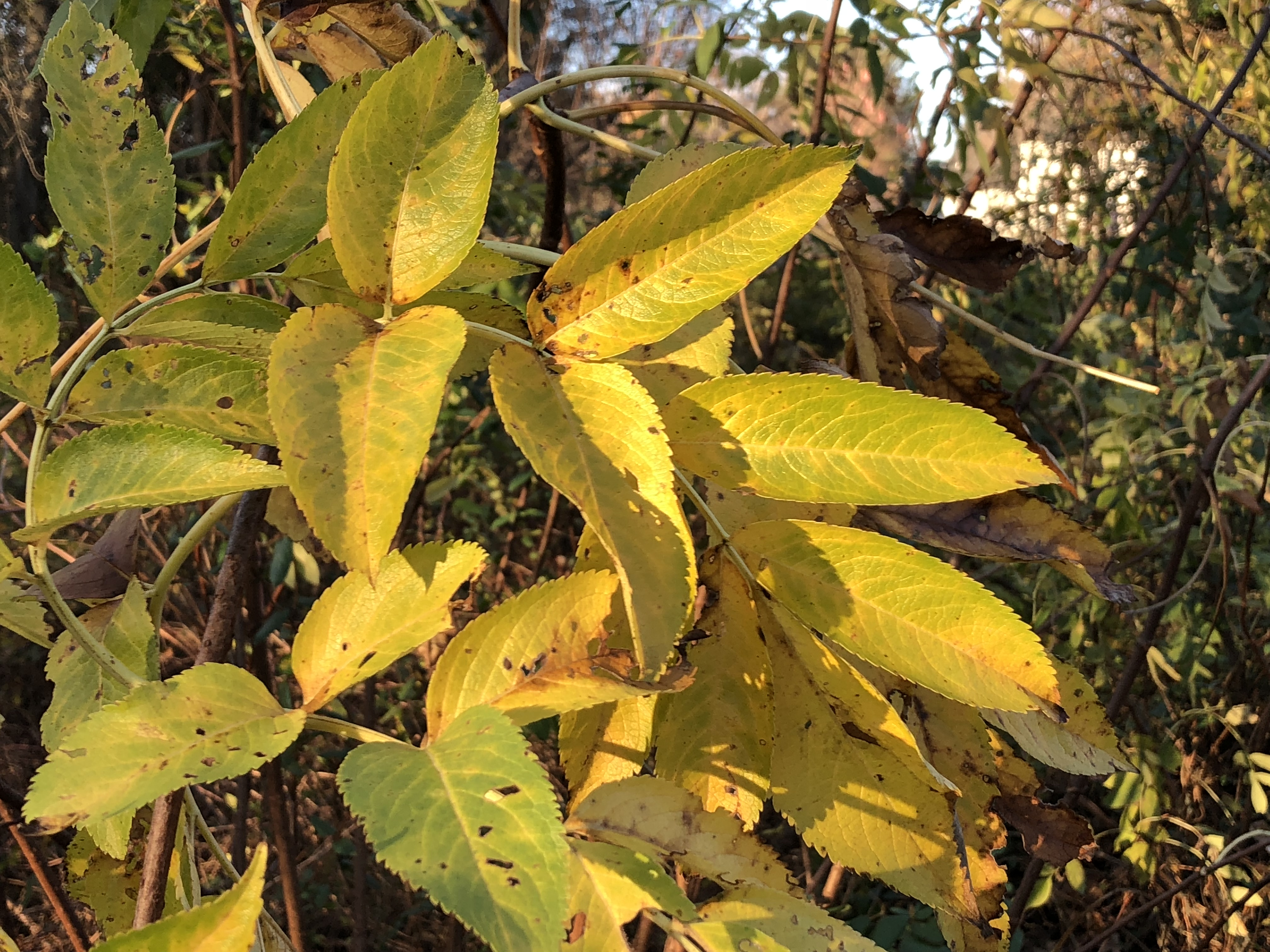
Feuilles d'automne.

## Utilisation
Le fruit ressemble à la myrtille, est principalement utilisé pour faire du vin de sureau, de la confiture, de la teinture, du sirop ou encore des produits médicinaux. Il est très riche en anthocyanes (antioxydants), vitamines, calcium et fer.
Ses baies mûres sont comestibles après cuisson, mais toutes les autres parties de la plante contiennent des glycosides cyanogénétiques et une substance cathartique. Il a empoisonné des bovins et peut-être des moutons. Des enfants se sont empoisonnés en se servant des tiges creuses comme sifflets. L'ingestion des baies crues peut provoquer la nausée (Kingsbury 1964, Muenscher 1978) et sont donc toxiques. La plante contient en plus de l'oxalate de calcium, qui peut causer de graves brûlures d'estomac.

## Culture
Comme son nom l'indique, le sureau vit à l'état naturel au bord des cours d'eau ; il préfère les zones humides, mais tolère bien les milieux secs lorsque cultivé. Il est rarement autofertile et nécessite une fécondation par les insectes pour obtenir des fruits. Il se multiplie facilement par bouturage.

### Cultivars
- À bons fruits : Adams, Johns, Scotia, Kent et Nova ont de gros rendements (7 kg par arbre). Le York donne de gros fruits mesurant jusqu'à 1 cm de diamètre.
- Ornementaux : Aurea, Lacinata et Maxima.